# Beach Party
Beach Party är en amerikansk beach party-film från 1963 i regi av William Asher.

## Handling
Professor Robert Orwell Sutwell och hans sekreterare Marianne studerar tonåringars sexvanor. De två tonåringarna Frankie och Dee Dee har inte sex särskilt ofta, för de är alltför upptagna av sina stora intressen - surfing, musik, motorcyklar och att dansa till musik av Dick Dale.

## Om filmen
Filmen är inspirerad av många av Elvis Presleys filmer och anses vara den första beach party-filmen som gjordes. 
En av karaktärerna i filmen, Professor Sutwell, vet ingenting om surfing eller om strandlivet. Ironiskt nog var skådespelaren som spelar honom, Robert Cummings, en erfaren surfare som ofta utövade denna sport på Hawaii.

## Rollista i urval
- Robert Cummings - Professor Robert Orwell Sutwell
- Dorothy Malone - Marianne
- Frankie Avalon - Frankie
- Annette Funicello - Dolores
- Morey Amsterdam - Cappy
- Harvey Lembeck - Eric Von Zipper
- Eva Six - Ava
- Andy Romano - J.D.